# 浜松市立芳川小学校
浜松市立芳川小学校(はままつしりつ ほうがわしょうがっこう)は、静岡県浜松市中央区芳川町にある公立小学校。

## 概要
芳川小学校は4階建ての本館、東館にわかれ、体育館、小運動場、運動場などが設置され、体育館ピロティの近くに中庭が存在する。
5年生で林間学校、6年生で東京への修学旅行がある。

## 部活動

### 運動部
- 水泳競技部
- 陸上競技部

### 文化部
- 吹奏楽部

## 通学区域
| 南陽中学校区 - 南区芳川町 - 南区安松町（西伝寺町自治会を除く） | 東陽中学校区 - 南区石原町 - 南区老間町 - 南区大柳町 - 南区金折町 - 南区御給町 | - 南区四本松町 - 南区下江町 - 南区立野町 - 南区鼡野町 - 南区古川町 |

## アクセス
- 遠鉄バス1遠州浜蜆塚線または90・96掛塚さなる台線 ｢芳川｣停留所から、徒歩3分
- 遠鉄バス6大塚ひとみヶ丘線 ｢安松南｣停留所から、徒歩3分

## 主な出身者
- 鈴木道雄（スズキ・創業者）